# 太秦車站
太秦車站（日语：／ Uzumasa eki */?）是一由西日本旅客鐵道（JR西日本）所經營的鐵路車站，位於日本京都府京都市右京區太秦地區，是山陰本線（嵯峨野線）沿線車站之一，隸屬於JR西日本京都支社管轄範圍，但委託由JR西日本的子公司JR西日本交通服務（ジェイアール西日本交通サービス）代為經營，是一個業務委託車站。
在太秦車站南側約300公尺處，可以見到隸屬於京福電氣鐵道嵐山本線及北野線的帷子之辻車站，兩站之間轉車的旅客數量不少；東南側約250公尺處，有2016年4月1日啟用的京福電氣鐵道北野線攝影所前車站。除此之外，京都最古老的寺院廣隆寺也在車站東側約500公尺處。附設於東映京都攝影所的電影主題樂園「東映太秦映畫村」在車站東側不遠，原本從此站步行至映畫村的正面入口至少需15分鐘，相當不便。在太秦映畫村增設「攝影所出入口」之後，從此站僅需步行約5分鐘即可抵達，較以往便利。

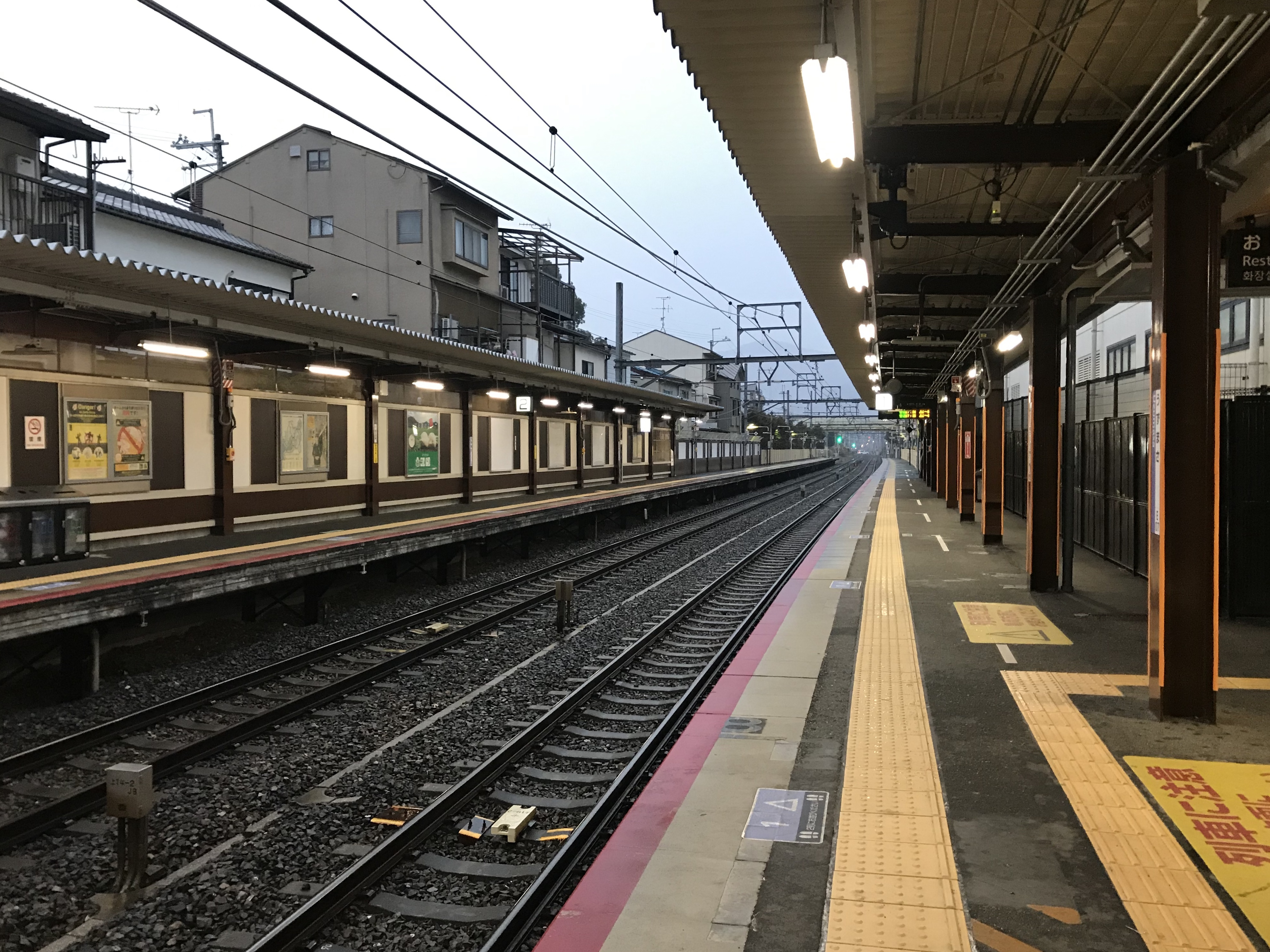
月台（2019年2月）

## 車站結構
對向式月台2面2線的地面車站。2010年3月前後路段複線化完工後，由於沒有轉轍器和絕對信號機而被定義為停留所。

### 月台配置
| 月台 | 路線     | 方向 | 目的地                 |
| ---- | -------- | ---- | ---------------------- |
| 1    | 嵯峨野線 | 上行 | 二條、京都方向         |
| 2    | 嵯峨野線 | 下行 | 龜岡、園部、福知山方向 |

## 使用情況
2017年（平成29年）度1日平均上車人次為4,474人。
| 年度   | 1日平均 上車人次 |
| ------ | ---------------- |
| 1999年 | 4,123            |
| 2000年 | 4,142            |
| 2001年 | 4,216            |
| 2002年 | 4,236            |
| 2003年 | 4,392            |
| 2004年 | 4,351            |
| 2005年 | 4,348            |
| 2006年 | 4,364            |
| 2007年 | 4,322            |
| 2008年 | 3,912            |
| 2009年 | 3,778            |
| 2010年 | 3,970            |
| 2011年 | 4,205            |
| 2012年 | 4,373            |
| 2013年 | 4,345            |
| 2014年 | 4,315            |
| 2015年 | 4,391            |
| 2016年 | 4,477            |
| 2017年 | 4,474            |
| 2018年 | 4,510            |

## 相鄰車站
西日本旅客鐵道
 嵯峨野線（山陰本線）
■快速
通過
■普通
花園（JR-E06）－太秦（JR-E07）－嵯峨嵐山（JR-E08）

## 外部連結
- 太秦｜車站資訊：JR出門網 - 西日本旅客鐵道